# 狭叶夏枯草
狭叶夏枯草（学名：Prunella vulgaris var. lanceolata）为唇形科夏枯草属下的一个变种。